# Faxaflói
Faxaflói ([ˈfaxsaˌflouɪ]) ist eine weit geschwungene Bucht zwischen den Halbinseln Reykjanes und Snæfellsnes im Südwesten Islands. Wörtlich übersetzt bedeutet der Name „Faxis Bucht“ nach einer altisländischen Sagengestalt.
Faxaflói ist die größte Bucht Islands und an seinen Ufern liegt Reykjavík, die Hauptstadt Islands. An klaren Tagen kann man weit darüber hinwegsehen, an der Halbinsel von Akranes vorbei bis hinüber zum Snæfellsjökull, der sich 120 km entfernt befindet. Der südöstlichste Arm Faxaflóis ist der Fjord Kollafjörður, in dem die Insel Viðey liegt. 
Der Faxaflói ist seit alters her ein wichtiges Fischfanggebiet und seit einigen Jahren beliebt für ganzjährige Walbeobachtungen.